# Epania picipes
Epania picipes är en skalbaggsart som beskrevs av Holzschuh 1984. Epania picipes ingår i släktet Epania och familjen långhorningar.
Artens utbredningsområde är Nepal. Inga underarter finns listade i Catalogue of Life.